# Jardim das Tulherias
Os jardins das Tulherias (francês: Jardin des Tuileries) compõem um parque parisiense situado na margem direita do rio Sena, entre a praça da Concórdia e o Arco do Triunfo do Carrossel.
Criado no século XVI, em estilo italiano e por ordem de Catarina de Médicis para decorar o entorno do palácio das Tulherias onde passava seus tempos livres, em 1664, o arquiteto André Le Nôtre, autor do projeto do parque que rodeia o palácio de Versalhes, transformou-o num jardim no estilo francês, formal e simétrico, cheio de estátuas ornamentais.
O Musée de l'Orangerie e o Jeu de Paume, sedes de importantes exposições de arte contemporânea, ficam em dois pavilhões dentro do parque, que oferece uma esplêndida perspectiva dos Champs-Élysées, do arco do Triunfo e do Grande Arco de la Défense.
Entre as atividades de lazer para as crianças, estão o teatro de marionetes, os passeios de burro e os barquinhos de brinquedo para navegar no tanque octogonal.
Nos Jogos Olímpicos de Verão de 1900, os jardins sediaram os eventos de esgrima. Durante os Jogos Olímpicos de Verão de 2024 e os Jogos Paralímpicos de Verão de 2024, o local abrigou a Pira Olímpica e Paralímpica, que foi representada por um balão de ar quente.